# Грајмс (Ајова)
Грајмс (енгл. Grimes) град је у америчкој савезној држави Ајова. По попису становништва из 2010. у њему је живело 8.246 становника.

## Демографија
Према попису становништва из 2010. у граду је живело 8.246 становника, што је 3.148 (61,7%) становника више него 2000. године.
| Група             | 2000.         | 2010.         |
| Белци             | 4.916 (96,4%) | 7.723 (93,7%) |
| Афроамериканци    | 17 (0,3%)     | 87 (1,1%)     |
| Азијати           | 45 (0,9%)     | 139 (1,7%)    |
| Хиспаноамериканци | 55 (1,1%)     | 205 (2,5%)    |
| Укупно            | 5.098         | 8.246         |